# Олешанская сельская община
Олешанская сельская общи́на (укр. Олешанська сільська громада) — территориальная община в Ивано-Франковском районе Ивано-Франковской области Украины.
Административный центр — село Олеша.
Население составляет 8796 человека. Площадь — 156,2 км².

## Населённые пункты
В состав общины входят 15 сёл:
- Будзин
- Делева
- Долина
- Живачов
- Исаков
- Луг
- Мостище
- Одаев
- Озеряны
- Олеша
- Петров
- Подвербцы
- Сокирчин
- Соколовка
- Суходол

## Религия

### Храмы УГКЦ
| Село     | Храм                                           | Дата основания | Настоятель          |
| -------- | ---------------------------------------------- | -------------- | ------------------- |
| Делева   | Введения в Храм Пресвятой Богородицы           | 1853           | о.Игорь Рубинский   |
| Живачев  |                                                | 2012           |                     |
| Исаков   | Перенесения Мощей Святого Николая              | 1925           | о.Богдан Морикот    |
| Озеряны  | Церковь Святого Николая Чудотворца             | 2012           | о. Игорь Рубинский  |
| Олеша    | Церковь Святого Архистратига Михаила           | 2012           | о. Виталий Павлюк   |
| Петров   | Церковь Успения Пресвятой Девы Марии           | 2000           | о. Михаил Давиденко |
| Сокирчин | Церковь Святих Великомучеников Космы и Дамиана | 1760           | о. Михаил Давиденко |

### Храмы ПЦУ
| Село      | Храм                                   | Дата основания | Настоятель                                     |
| --------- | -------------------------------------- | -------------- | ---------------------------------------------- |
| Будзин    | Церковь Святого Дмитрия                | 1869           | Дмитрий Шовганюк митр.прот                     |
| Делева    | Введения в Храм Пресвятой Богородицы   | 2015           | о. Валентин Кандюк о. Иван Стефанюк мит.прот   |
| Долина    | Церковь Покровы Пресвятой Богородицы   | 1882           | о. Михаил Куцук мит.прот.                      |
| Живачов   |                                        | 1993           | о.Иван Бегарук о. Владимир Голинский мит.прот. |
| Одаев     | Церковь Воздвижения Честного Христа    | 1878           | о. Тарас Лютак прот.                           |
| Озеряны   | Церковь Святых Апостолов Петра и Павла | 2023           | о. Михаил Кирик мит.прот.                      |
| Олеша     | Церковь Архистратига Михаила           | 1993           | о. Михаил Кирик мит.прот.                      |
| Подвербцы | Церковь Воскресение Господнего         | 1770           | о. Михаил Смушак мит.прот.                     |
| Суходол   | Церковь святых Апостолов Петра и Павла |                | о. Николай Куцук мит.прот.                     |

### Храмы Римо-католиков
- Костел Пречистой Богородицы 1912 г. село Делева

## Природа
- Долинянский заповедник с.Долина
- Цовдры заповедник с. Озеряны
- Петровская липа с. Петров